# Hans Kniep

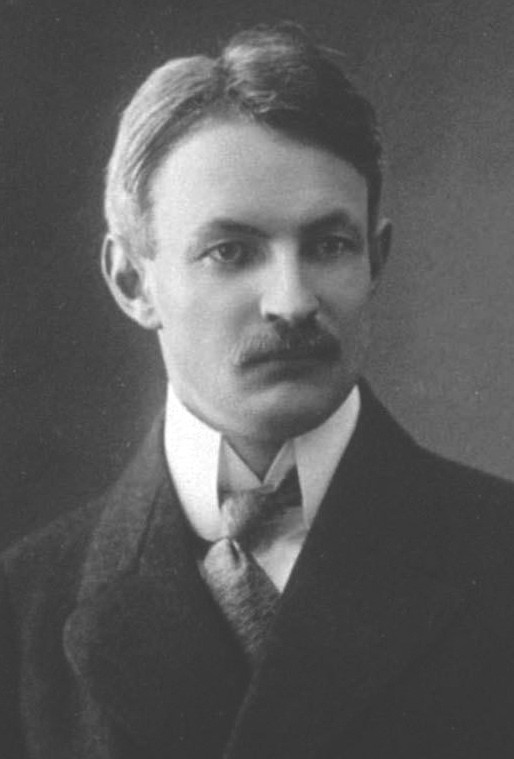
Hans Kniep, 1911

Karl Johannes Kniep, genannt Hans, (* 3. April 1881 in Jena; † 17. November 1930 in Berlin) war ein deutscher Botaniker und Universitätsprofessor. Sein offizielles botanisches Autorenkürzel lautet „Kniep“. 

## Leben
Hans Kniep studierte Medizin an der Universität Kiel, dann Botanik in Jena bei Ernst Stahl und wurde dort 1904 zum Dr. phil. promoviert. In seiner Jenaer Zeit studierte er zudem bei Robert Chodat an der Universität Genf.
Ab 1905 arbeitete er bei Wilhelm Pfeffer an der Universität Leipzig als Assistent und war zudem zu einem längeren Forschungsaufenthalt in Bergen (Norwegen), wo er über die Keimungsbiologie und -physiologie von Algen (Fucus) arbeitete. Ab 1907 war er Privatdozent an der Universität Freiburg.
1911 wird Kniep als außerordentlicher Professor an die Universität Straßburg berufen, 1914 als Ordinarius an die Universität Würzburg, wo er Dekan und von 1923 bis 1924 Rektor der Universität war. Ab 1924 (als Nachfolger von Gottlieb Haberlandt) wirkte er als ordentlicher Professor für Pflanzenphysiologie an der Universität Berlin. Im Jahr 1923 wurde er zum Mitglied der Leopoldina gewählt.

## Forschungsgebiete
Kniep arbeitete vorwiegend pflanzenphysiologisch über Chemotaxis, Photosynthese und Ernährung von Meerespflanzen und über Sexualität niederer Pflanzen.
Bedeutsam sind unter anderem seine Arbeiten zur Cytologie und Genetik der Pilze, vor allem der Basidiomyceten. Er untersuchte unter anderem die Entstehung der Paarkernstadien bei den Hymenomyceten, die Bedingungen der Schnallenbildung bei den Basidiomyceten.
Ab 1916 war er Redakteur der Zeitschrift für Botanik.

## Schriften (Auswahl)
- (1913) Beiträge zur Kenntnis der Hymenomyceten: II. Über die Herkunft der Kernpaare im Fruchtkörper von Coprinus nycthemerus Fr., in: Zeitschrift für Botanik 5 pp. 593–637
- (1913) Beiträge zur Kenntnis der Hymenomyceten: I. Die Entwicklungsgeschichte von Hypochnus terrestris nov. spec., in: Zeitschrift für Botanik 5 pp. 593–637
- (1915) Beiträge zur Kenntnis der Hymenomyceten: III. Über die konjugierten Teilungen und die phylogenetische Bedeutung der Schnallenbildungen in Zeitschrift für Botanik, 7 pp. 369–398
- (1916) Beiträge zur Kenntnis der Hymenomyceten: IV. Über den Ursprung und die ersten Entwicklungsstadien der Basidien, in: Zeitschrift für Botanik 8 pp. 353–359
- (1917) Beiträge zur Kenntnis der Hymenomyceten: V. Über die Entstehung der Paarkernigkeit der Zellen des Schnallenmycels, in: Zeitschrift für Botanik 9 pp. 81–118
- (1926) Über Artkreuzungen bei Brandpilzen, in: Zeitschrift für Pilzkunde 5:14 pp. 217–247
- (1928) Die Sexualität der niederen Pflanzen
- (1929) Vererbungserscheinungen bei Pilzen, in: Bibliographica Genetica 5 pp. 371–478
- (1929) Allomyces javanicus n. sp., ein anisogamer Phycomycet mit Planogameten, in: Berichte der Deutschen Botanischen Gesellschaft 47 pp. 199–212
- (1930) Über den Generationswechsel von Allomyces, in: Zeitschrift für Botanik 22:9 pp. 433–441